# Igreja Católica na Argentina
A Igreja Católica na Argentina é parte da Igreja Católica universal, em comunhão com a liderança espiritual do Papa, em Roma, e da Santa Sé. O catolicismo é a a religião que o Estado argentino apoia, ainda que a liberdade religiosa seja respeitada. O Código Civil e Comercial determina que a Igreja Católica é uma entidade legal pública governada pelas suas próprias estruturas legais. Outras instituições religiosas têm de se registrar no Registro Nacional de Crenças, enquanto que a Concordata de 1966 isenta a Igreja dessa obrigação.
As estatísticas variam conforme a fonte, e, segundo dados de julho de 2014 do CIA World Factbook, 92% da população do país é nominalmente católica, mas menos de 20% praticam sua fé regularmente; outros dados, como do censo realizado em 2019, afirmam que a porcentagem de adeptos do catolicismo é de 62,9%, e que aqueles que frequentam a missa uma ou mais vezes por semana é de 12,9%. Em números absolutos, a estimativa é de que haja 34 milhões de fiéis batizados, aproximadamente 76,5% da população. O anterior arcebispo de Buenos Aires foi Jorge Mario Bergoglio, que de 13 de março de 2013 a Abril de 2025 foi o Papa Francisco, o primeiro papa latino-americano.
Nos últimos anos, a Argentina tem assistido a um crescimento de outras crenças religiosas, especialmente protestantes e de pessoas sem religião, além do aparecimento de grupos laicistas e fundamentalistas que se opõem à influência e moral católicas. Entre as ações destes grupos, há pedidos de remoção de símbolos religiosos de repartições públicas, instituições de ensino e de saúde com base no argumento de separação entre Igreja e Estado. Observa-se também o aumento dos atos de vandalismo contra igrejas e imagens católicas. A Igreja Católica não foi a única que registrou aumento da intolerância, mas também a Delegação das Associações Judaicas Argentinas tem relatado grande aumento de queixas de antissemitismo. Atualmente, a Fundação Pontifícia Ajuda à Igreja que Sofre classifica que as perspectivas para o direito de liberdade religiosa no futuro são negativas no país, especialmente após os efeitos da pandemia de COVID-19.

## História

### Colonização espanhola e organização nacional (1537-1930)
Em 1º de abril de 1519, vários padres desembarcaram em Puerto San Julián, na Patagônia, como parte da expedição de Fernão de Magalhães à Argentina. Em fevereiro de 1536 a expedição colonizadora de Pedro de Mendoza chegou ao assentamento de Buenos Aires. Foram construídas três igrejas, e o mesmo foi feito alguns meses depois em Assunção, Paraguai. Um dos padres, Juan Gabriel de Lezcano, abriu uma escola para os indígenas, ensinando-lhes o catecismo, canto, leitura e escrita, enquanto tentava incutir neles valores cristãos. O primeiro assentamento em Buenos Aires foi logo despovoado, e seus habitantes se mudaram para outras cidades mais recentemente estabelecidas, como Corpus Christi e Assunção, localizada no Paraguai. Anos depois, colonos chilenos fundaram à cidade de Mendoza e San Juan; outros, desta vez peruanos, fundaram Tucumã, Córdoba, Santa Fé, e ressuscitaram Buenos Aires. Todos esses assentamentos tiveram predominância de clérigos franciscanos e dominicanos no início. Para os espanhóis da época, fundar uma cidade significava estabelecer um cabildo, uma igreja e uma escola, confiadas ao padre. Os conquistadores eram predominantemente homens de fé profunda e arraigada, leais às práticas religiosas e piedosas, ainda que os hábitos de alguns nem sempre estivessem de acordo com os padrões morais.
Com a bula Sublimis Deus do Papa Paulo III, publicada em 1537, que reafirmou o direito à liberdade dos índios, a proibição de sujeitá-los à escravidão e a importância da evangelização desses povos. O Império Espanhol criou o serviço social religioso em seus vice-reinos sul-americanos, incluindo o território que mais tarde se tornaria a atual República Argentina. Houve um grande contraste entre a colonização espanhola, a colonização anglo-saxônica e francesa na América. No Império Espanhol a unidade social foi concebida através da unidade da fé da Igreja Católica.
Citação: Com a autoridade apostólica, pela presente Carta decretamos e declaramos que os mencionados índios e todos os outros povos que no futuro chegarão ao conhecimento dos cristãos, embora estejam fora da fé de Cristo, não estão privados da sua liberdade e da posse das suas coisas, nem disso devem ser privados; pelo contrário, livre e licitamente podem usar, usufruir e gozar dessa mesma liberdade e posse, e não devem ser reduzidos à escravidão. E tudo o que se fizer ao contrário disto, seja nulo e sem efeito, sem qualquer valor ou autoridade. escreveu: «Bula papal Sublimis Deus, do Papa Paulo III.»
No início de 1537 o bispo de Tlaxcala, Vice-Reino da Nova Espanha, atual México, o frei dominicano Julián Garcés, escreveu uma carta a Paulo III, denunciando a extrema crueldade com que os conquistadores tratavam os habitantes da América, sob o pretexto de que esses não conheciam a fé, e lembrando que os espanhóis, antes de conhecerem a Cristo, também eram pagãos, e que os índios eram pessoas que, ainda não conhecendo a fé de Jesus Cristo, não mereciam receber tratamento discriminatório e que simplesmente deveriam estar recebendo instrução cristã.
A carta do bispo motivou a resposta do Papa para publicar a bula Sublimis Deus.
Citação: É hora de falar contra os que se sentiram mal por esses pobrezinhos, e é bom confundir a opinião muito vã dos que fingem que eles são incapazes e afirmam que sua incapacidade é uma oportunidade suficiente para excluí-los da comunidade da Igreja. 'Pregue o evangelho a toda criatura [disse o Senhor no Evangelho]; quem crer e for batizado será salvo'. Ele simplesmente falou de homens e não de brutos. Ele não fez distinção aos povos, nem excluiu as nações, porque os apóstolos a quem ele havia dito que faria pescadores de homens, tinham que recolher todo tipo de peixe na rede do Evangelho. E o que diz o Evangelho, que escolheram os bons e expulsaram os maus, não se entende a partir da pesca que se faz na Igreja militante, mas da triunfante, quando as ovelhas foram separadas dos carneiros. [...] Por acaso, quando Sertório estava na Espanha, ele não domou e ensinou aquela corça que eles consideravam a contadora do destino? Uma corça que é um animal bruto, os espanhóis a consideravam uma profetisa e recitadora dos destinos e a reverenciavam como uma deusa. [...] Confessam todos os seus pecados, o que costuma ser uma coisa difícil e árdua, especialmente para quem é novo na Igreja, porque é uma coisa em que a fé se mostra muito, pois um homem revela a outro os segredos do coração e manifesta exteriormente suas fraquezas, humanas. Eles dizem seus pecados, não menos claro e verdadeiro do que aqueles que nasceram de pais cristãos, e eu vou dizer com mais desejo, porque estes se recusam a se confessar. E se alguma vez disseram algo menos examinado, ou não tão bem compreendido pelos confessores, repetem-no de livre e espontânea vontade, antes, sem serem penalizados por isso. Eles têm a simplicidade das pombas, e para suas confissões, todo o ano é Quaresma e nele fazem o que os cristãos usam nele. Eles tomam disciplinas ordinárias com o que os meninos recusam e as recebem de sua vontade, aproveitando o segredo de tempo e lugar, fora das disciplinas comuns que são praticadas na Sexta-feira Santa e todas as sextas-feiras do ano. E o que nossos espanhóis consideram mais difícil, porque ainda não querem obedecer aos prelados que os mandam deixar suas amantes, os índios fazem isso com tanta facilidade que parece um milagre, deixando as muitas mulheres que tinham em seu paganismo, e contentando-se com um casamento. As crianças são muito claramente acusadas na confissão dos furtos que cometem. Sendo muito inclinados a roubar devido à sua inclinação particular para fazê-lo, eles não recusam a restituição nem a atrasam. escreveu: «Carta de Frei Julián Garcés, OP, ao Papa Paulo III.»
Entre 1582 e 1583 é realizado o primeiro conselho provincial de Lima, onde se decide fazer missões e serviços pastorais, assim, acaba por organizar e fortalecer a Igreja Católica, e o último seria o território argentino. O Conselho de Lima permite que em anos posteriores as Missões Jesuítas Guaranis começassem com o objetivo de evangelização desses povos.  Em 1613 Dom Fernando de Trejo y Sanabria deu os primeiros passos para a criação da Universidade Nacional de Córdoba. No final do século XVII o trabalho implementado pelos jesuítas, completado por Ignacio Duarte y Quirós com a fundação do Convictorio de Monserrat, acabou por fomentar muitas vocações sacerdotais. Franciscanos como Alonso de San Buenaventura e Luís de Bolaños, e os jesuítas Alonso de Barzana e Pedro de Añasco, abordaram seu trabalho de forma organizada e sistemática: os franciscanos trabalharam nas prósperas Reduções — como ficaram conhecidas as missões jesuíticas — no atual território do Paraguai e em San José del Bagual, Santiago del Baradero e outas cidades argentinas, enquanto os jesuítas trabalharam nas 30 Reduções que estabeleceram, a partir de 1610, na atual Província de Misiones e em regiões adjacentes, tanto paraguaias como brasileiras. Além dessas reduções, os jesuítas fundaram no século XVIII os de Abipones no Chaco, os Mocobíes em Santa Fé, os Vilelas em Salta, os Lules em Tucumán e os dos Pampas na Província de Buenos Aires.
Após a expulsão dos jesuítas do Império, em 1767, a ordem foi substituída em suas 30 reduções por franciscanos, dominicanos e mercedários. As cidades surgidas em decorrência disso foram destruídas nas batalhas ocorridas entre 1810 e 1818 por paraguaios, uruguaios e brasileiros. Outras reduções jesuíticas deixaram de existir após a expulsão da ordem. No final do século XVIII, os padres franciscanos da Propaganda Fide e, depois de 1876, os salesianos, empreenderam novamente esforços de conversão no extremo norte e no extremo sul do país. Ainda assim, o número de novos fiéis não ultrapassou os 30.000. Embora os professores jesuítas da Universidade de Córdoba e do Convictorio de Monserrat fossem cartesianos, assim como os franciscanos que os sucederam depois de 1767, a doutrina católica não foi prejudicada nem afetada pelas ideias liberais dominantes na Espanha. Não era o caso do Colégio de San Ignacio, em Buenos Aires, dirigido pelo clero secular desde 1773, entre eles Julián Fernández de Agüero, sacerdote de doutrinas agnósticas e moral frouxa.

### Revolução de Maio

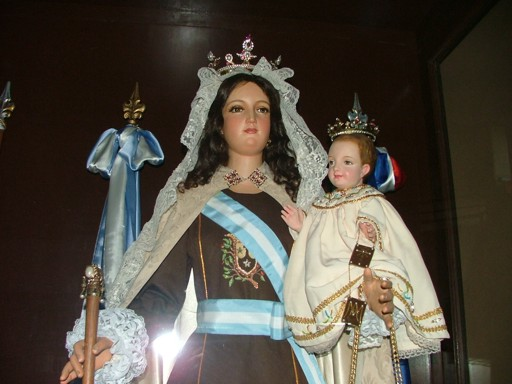
Nossa Senhora do Carmo de Cuyo é um título mariano. Foi declarada pelo General San Martín como a padroeira e a general do Exército dos Andes

De modo que as ideias radicais do Iluminismo não tinham difusão na região, a Revolução de Maio, que rompeu os laços com a Espanha, foi completamente católica. A religiosidade católica professada por José de San Martín, assim como pelo político Manuel Belgrano, faz com que o território argentino adotasse os valores católicos depois da Revolução Cornelio Saavedra, líder da revolta, era um católico minucioso e até piedoso, assim como o padre Manuel Alberti, um dos porta-vozes do grupo revolucionário. Enquanto os bispos de Buenos Aires, Córdoba e Salta não simpatizavam com o movimento separatista, a maioria do clero e muitos religiosos apoiavam o novo regime político. Enquanto quase todos os padres mercedários eram separatistas, a maioria dos franciscanos era contra ou apenas tolerava a revolução. Como os laços entre as ordens religiosas e seus superiores na Europa haviam sido rompidos, o novo governo criou a Comissão para os Religiosos, um instrumento ilegítimo da assembleia antirreligiosa. A natureza da revolução logo mudou sob a liderança de homens equivocados e imorais como Juan José Castelli e Bernardo Monteagudo. No entanto, o movimento foi corrigido no Congresso de Tucumán, que proclamou a independência das Províncias Unidas da América do Sul em 9 de julho de 1816. Dos 29 representantes que assinaram esta declaração 11 eram sacerdotes. Segundo os historiadores, as relações entre a Igreja e o Estado Argentino começa realmente com a Revolução de Maio e a independência do Peru, o que findou o Vice-Reino espanhol na América do Sul.
Após a Revolução de Maio, em 1810, e, logo após a independência da Espanha, em 1816, houve divergências dentro da elite governante nacional sobre o grau de influência da igreja no país. Evitando ofender a Espanha, o papado condenou as revoluções na América do Sul e criou uma relação contenciosa com o novo país, que só foi definitivamente resolvida em 1966 com a concordata entre a República Argentina e a Santa Sé. Enquanto a independência havia sido declarada, a forma de governo de La Plata era uma questão de disputa. Buenos Aires almejava manter o controle de todas as províncias, e essa atitude provocou uma guerra civil que durou de 1818 a 1820. Travar um conflito tão prolongado exigia um governo forte, e esse era o desejo de Bernardino Rivadavia. No entanto, Rivadavia só contava com o apoio (limitado) da Província de Buenos Aires. Tinha como característica a prática do clientelismo. No ano 1825, Rivadavia fez um tratado com a Inglaterra pelo qual o protestantismo foi oficialmente permitido e com ele a tolerância a todas as religiões. Seu governo é até hoje considerado desastroso para a Argentina.

### Reforma eclesiástica de Rivadavia
Entre 1820 e 1824 Martín Rodríguez governou Buenos Aires, cujo ministro Bernardino Rivadavia promoveu uma reforma eclesiástica modernizando um setor da sociedade que não havia mudado desde a era anterior à Revolução de Maio. Essa reforma incluiu a abolição dos dízimos, a transferência para o Estado de alguns dos bens das ordens religiosas, como os da Basílica de Nossa Senhora de Luján, das Irmãs da Caridade, do Hospital de Santa Catalina e outros. Além de ostentar o desejo de legislar assuntos eclesiásticos e civis, tinha o apoio e influência de sacerdotes esclarecidos que desejavam acabar com a pregação cristã. Em 1824, o delegado pontifício chegou a Buenos Aires a caminho do Chile, e Rivadavia recusou-se a deixá-lo administrar o Sacramento da Confirmação e ordenou-lhe que deixasse a cidade e contando com apoio do alto clero em Buenos Aires. Em oposição à reforma, no dia 19 de março de 1823, estourou a "Revolução dos Apostólicos", liderada por Gregorio García de Tagle, e da qual participaram cidadãos ilustres como Domingo Achega, Mariano Benito Rolón, Ambrosio de Lezica, entre outros.
A desapropriação arbitrária e unilateral da administração Rivadavia juntamente com o papel da Igreja Católica na gênese da nacionalidade argentina são a causa da reparação histórica que fundamenta a atual sustentação do culto católico na Argentina, regulamentada pela Lei 21.540 sobre a "Atribuição a certos dignitários pertencentes ao Culto Apostólico Católico Romano." Em 1829, durante um dos muitos governos de curta duração, o governador de Buenos Aires Juan José Viamonte iniciou a restauração das relações com Roma, que estavam suspensas desde 1810. O Papa Pio VII nomeou Mariano Medrano bispo de Buenos Aires, que ficou na sé até 1832, o que gerou grande satisfação entre o povo argentino e grande oposição de alguns juristas e muitos padres.

### Relação da Organização Nacional
Em todo caso, foi estabelecido na primeira Constituição da Argentina, promulgada pelo partido unitário em 1819, no artigo 1º. Na Constituição de 1826, também modificada pelo partido unitário, e depois na constituição do ano 1853, em seu artigo 2º, — ainda em vigor com suas modificações — reserva um lugar especial para a Igreja Católica, religião majoritária entre a população.
De 1835 a 1852, Juan Manuel de Rosas governou toda a Argentina de Buenos Aires e, pela força, trouxe paz e ordem à região. Interferiu em assuntos eclesiásticos, apoiando a Igreja no trabalho espiritual e apostólico, mas expulsou do país padres e religiosos que considerava demasiado envolvidos na política. Depois que Rosas foi derrubado, em fevereiro de 1852, o governo caiu sob o controle de homens de visões heterodoxas, como Juan María Gutiérrez; ou ambiciosos, como Bartolomé Mitre; ou de ideologia flexível, como Domingo Faustino Sarmiento. Esses homens dominaram a elaboração da Constituição de 1853, que acabou por ser pouco condizente com a doutrina católica.
O catolicismo diminuiu ligeiramente entre a elite intelectual durante o período de 1853 a 1880. Ao mesmo tempo, a maçonaria aumentou sua prevalência, e seus seguidores acreditavam que havia chegado o momento de acabar com o que eles consideravam como uma "decadente" Igreja Católica argentina. Por volta de 1880, os efeitos da constituição sobre a Igreja tornaram-se evidentes, alguns resultantes de disposições específicas em seus artigos, outros consequência de interpretações errôneas. O presidente Julio Argentino Roca, que era detestado em Buenos Aires por ser originário de Tucumã, permitiu que os maçons atacassem abertamente a Igreja e assim iniciou uma luta que durou todo o seu mandato, que ocorreu entre os anos de 1880 e 1886. Batalhas dentro e fora do parlamento foram travadas sobre educação e casamento civil, e os aqueles contrários à Igreja acabaram vencendo em ambos os casos. Para se opor a essas tendências liberais, José Manuel Estrada, um ex-liberal que se converteu ao catolicismo, formou a União Católica e se tornou a força motriz da Primeira Assembleia Católica Argentina, que se reuniu em 1884. Estrada fundou o jornal La Unión e, acima de tudo, motivou outros com seu espírito heroico. Pedro Goyena, Tristán Achaval Rodríguez, Emilio de Alvear, Aureliano Argento, Mariano Demaría, Emilio Lamarca, Dámaso Centeno e muitos outros foram inspirados por Estrada a lutar pelos interesses católicos. Enquanto que a autoridade eclesiástica de Buenos Aires se mostrou menos valente, membros do clero de Salta, de Córdoba, de Santiago del Estero e de Jujuy agiram com tamanha valentia que acabaram por ser presos e encarcerados ou removidos de seus cargos eclesiásticos.
Durante as guerras de independência, o Estado confiscou muitos bens dos templos para apoiar o exército. Por esta razão, quando foi redigida a Constituição de 1853, esta dívida foi reconhecida no referido artigo 2.º.
As relações Igreja-Estado no século XIX foram caracterizadas por uma série de conflitos entre as duas partes sobre questões de educação laica obrigatória, casamento civil, e a nomeação de autoridades religiosas pelo governo.

### Primeira metade do século XX

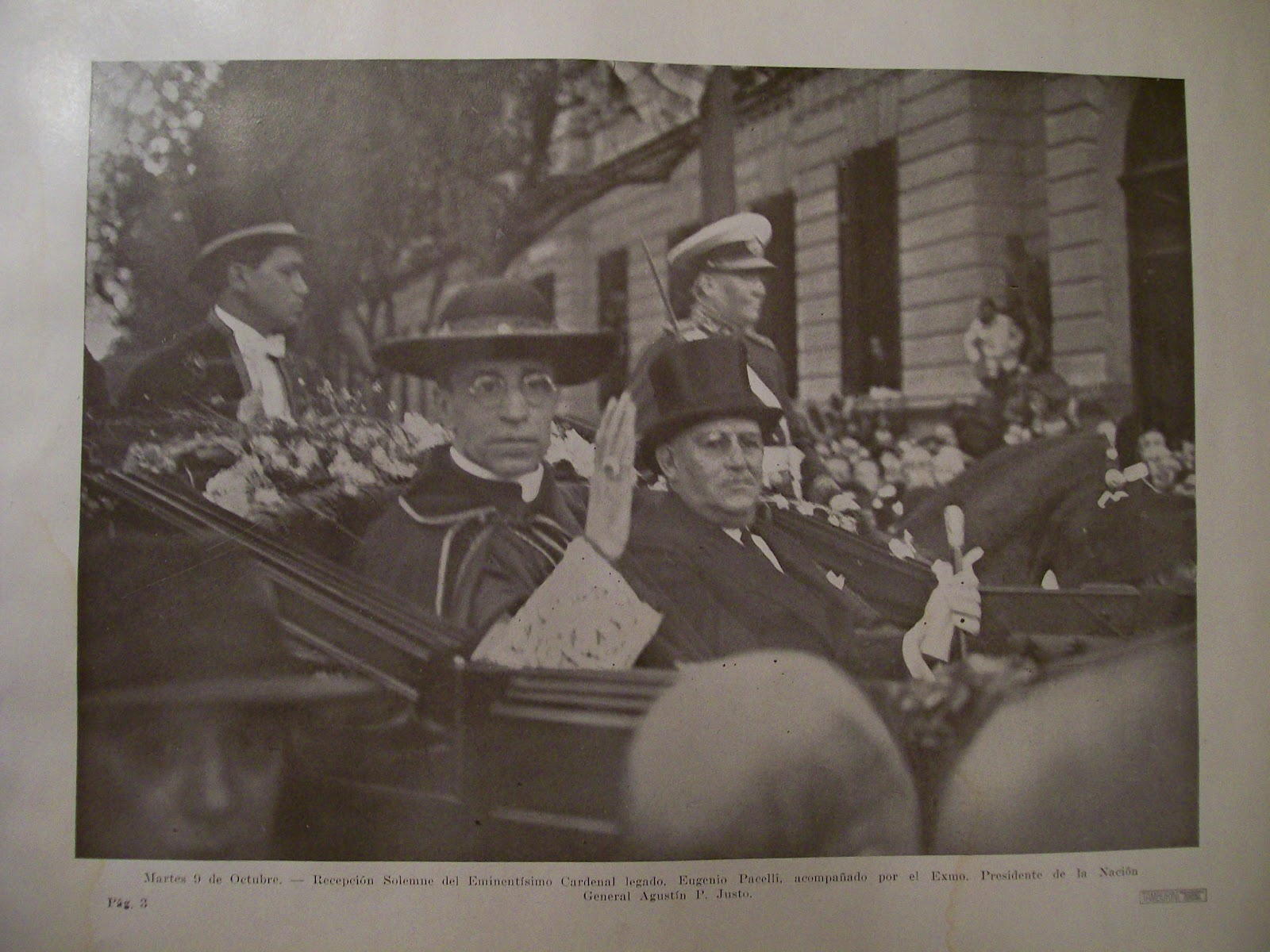
Cardeal Eugenio Pacelli, que veio a se tornar mais tarde o Papa Pio XII, em 1934 com o presidente argentino Agustín Pedro Justo.

No início do século XX, acreditava-se que o processo de descristianização iniciado pelos liberais de esquerda em 1880 poderia ser concluído com a introdução do divórcio. Embora parecesse que tudo ia a favor desse projeto no Congresso argentino, o discurso calmo e eficaz do deputado de Tucumã, Ernesto Padilla, levou a seu fracasso. Padilla fazia parte de um renascimento católico liderado pelo redentorista alemão Federico Grote. O trabalho de Grote estava de acordo com as necessidades da época: fundou os Grupos de Trabalhadores, fundou o jornal católico El Pueblo (em português:  O Povo) e inspirou mais uma geração, entre eles Emilio Lamarca, Miguel de Andrea, Alejandro Bunge e Gustavo Franceschi. As relações melhoraram com a chegada de várias administrações conservadoras trabalhando com a Santa Sé para estabelecer as bases para um relacionamento mutuamente aceitável, que envolvia, entre outras coisas, a permissão do Estado para a educação religiosa nas escolas públicas.

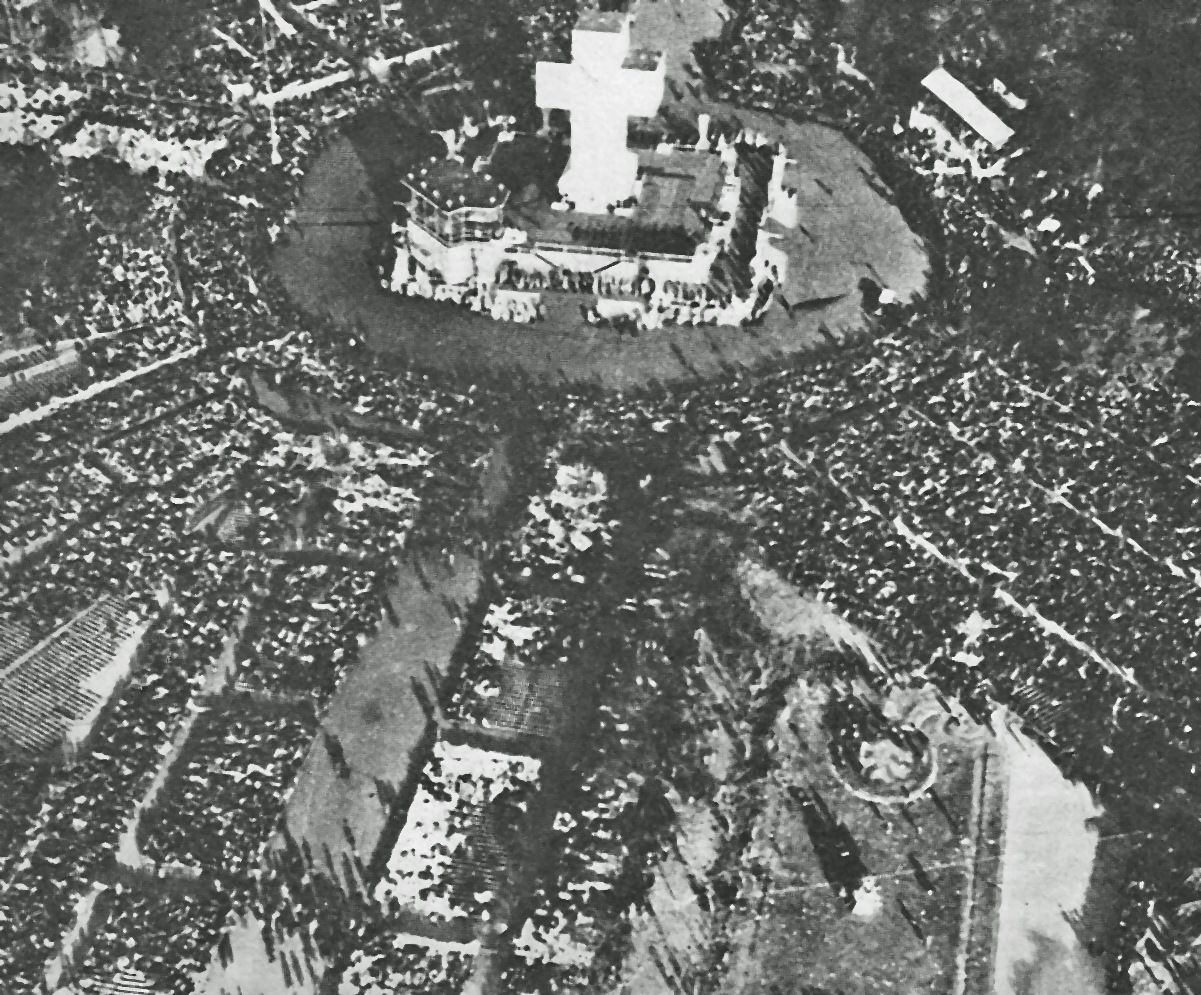
Congresso Eucarístico celebrado em Buenos Aires no ano de 1934.

O Congresso Eucarístico Internacional de 1934 foi realizado em Buenos Aires, Argentina, entre 9 e 14 de outubro, sem a presença do Papa Pio XI, mas com a presença do Cardeal Eugenio Pacelli, que seria o futuro Papa Pio XII. Foi considerado um sucesso que superou até mesmo as esperanças dos mais otimistas. Houve grande adesão por todo o país, com muitas conversões e retorno à igreja de presentes. A partir do congresso, a Igreja avançou em muitas áreas: aumentou o número de dioceses; o Movimento de Ação Católica Argentina, fundado em 1931, tornou-se membro; cresceu o número de paróquias e de escolas paroquiais; escolas secundárias foram fundadas e dirigidas pelos jesuítas, padres de Bétharram, salesianos, Ordem do Verbo Divino, Irmãos das Escolas Cristãs, e outras congregações. Foi o primeiro a ser realizado na América Latina e o terceiro no continente americano, depois dos realizados em Montreal e Chicago. No mesmo dia em que o mártir Héctor Valdivielso Sáez, o primeiro santo argentino, faleceu, em 9 de outubro, começou o Congresso Eucarístico de 1934, que marcou o renascimento do catolicismo argentino. Pela magnitude das multidões que compareceram a eventos públicos, nunca antes vista, foi o evento de massa mais importante do país até aquela data e, para alguns historiadores, a maior mobilização ocorrida na Argentina até hoje.

### Décadas de 40 e 50: da crise à concordata

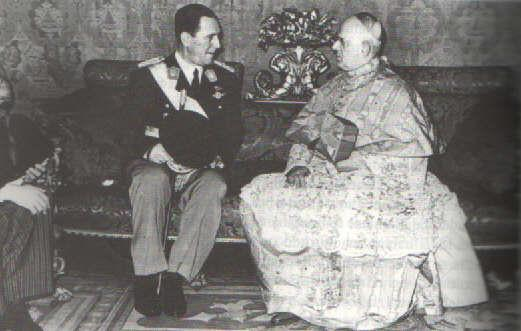
Presidente Juan Domingo Perón e o arcebispo de Buenos Aires Santiago Luis Copello em 1949.

Em 1943, depois que o governo militar do general Pedro Pablo Ramírez ordenou que fossem oferecidos cursos eletivos de religião ou moral em todas as escolas públicas, 92% elegeram a religião católica. Mesmo em cidades cosmopolitas, como Buenos Aires, a maioria permaneceu católica. A queda do governo após a Década Infame, a Revolução de 43 e os primeiros oito anos do governo de Juan Domingo Perón foram a continuidade da relação fluida entre o Estado e a Igreja Católica.
No final de 1954, por razões que nunca foram totalmente explicadas, Perón rompeu relações com a Igreja Católica, iniciando um confronto com a mesma, e tomando diversas atitudes anticristãs, como a abolição dos feriados religiosos católicos como dias não úteis, com exceção do Natal e da Sexta-feira Santa, a introdução da lei do divórcio, a permissão da abertura de estabelecimentos de prostituição, proibição de manifestações religiosas em locais públicos, e a capital, Buenos Aires, proibiu os comerciantes de exibirem presépios e outras figuras religiosas em comemoração ao Natal. Além do mais, a imprensa oficial passou a zombar de tudo o que remetia à Igreja Católica; reuniões católicas foram proibidas; organizações católicas, como os ateneus universitários, foram abolidas; crucifixos foram removidos dos escritórios do governo; o ensino religioso nas escolas foi suprimido; e casas de prostituição foram novamente autorizadas. O episcopado deu uma resposta firme e enérgica, e a população apoiou a Igreja. Padres e leigos foram presos e maltratados em muitas ocasiões, e cresceu mais ainda o assédio aos católicos.

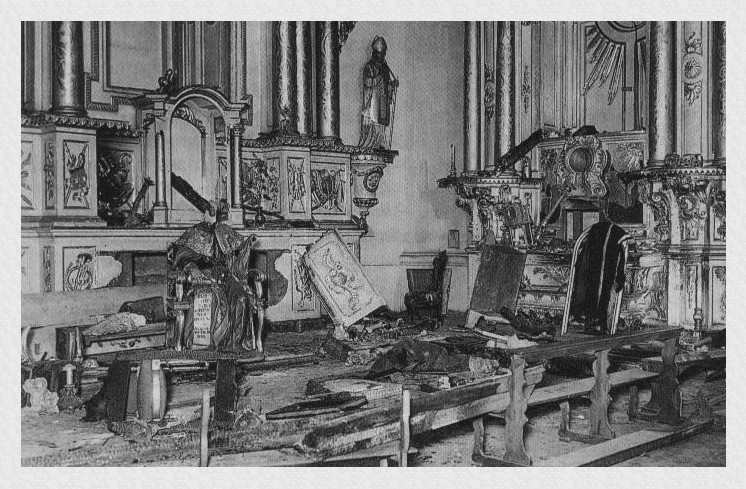
Igreja de Santo Inácio depois da queima de igrejas de 16 de junho de 1955, perpetrada por apoiadores do presidente Juan Domingo Perón.

Em 11 de junho de 1955, apesar de proibido pelo Congresso Nacional, foi realizada a celebração pública da festa de Corpus Christi, com uma afluência estimada de cerca de 200.000 pessoas. A celebração religiosa também foi acompanhada por pessoas insatisfeitas com a situação política e que se utilizaram do momento para fazer manifestações. O presidente Perón ordenou mais de 300 prisões, dentre as quais havia padres, párocos, líderes católicos, e outros. O governo acusou os manifestantes, além dos danos, de terem queimado uma bandeira argentina e uma investigação judicial foi aberta.
Em 15 de junho, a União Cívica Radical, junto com os comunistas, convocam a "lutar juntos pela liberdade dos padres democráticos". No dia seguinte, o grupo de choque Aliança Nacionalista Libertadora, relacionado aos peronistas, tentou incendiar a Catedral de Buenos Aires, ação que foi impedida por membros da Ação Católica e da União Nacionalista de Estudantes Secundários.
Em 16 de junho de 1955 houve uma tentativa de golpe de Estado e de assassinato do Presidente Perón, que levou ao episódio do bombardeio da Praça de Maio e seus arredores, com um saldo de mais de 308 civis assassinados, dentre os quais seis menores, nove granadeiros e trinta estrangeiros.
Em resposta, manifestantes peronistas destruíram várias igrejas e cerca de 800 pessoas se tornaram presos políticos, incluindo centenas de padres e bispos, como Miguel de Andrea  e Gustavo Franceschi. Só na Província de Buenos Aires quase mil sacerdotes foram detidos e mantidos incomunicáveis. A cúria episcopal da Arquidiocese de Buenos Aires também foi queimada, cujo conteúdo, incluindo arquivos históricos, foi reduzido a cinzas. Os saques e incêndios a igrejas provocaram uma grande reação em todo o país e até no exterior. A Argentina jamais tinha visto algo assim. Após a queda de Perón em setembro de 1955, a nova junta revolucionária começou a restabelecer a justiça. Infelizmente, esse governo logo foi contaminado por elementos anticatólicos e, embora a lei do divórcio aprovada no tempo de Perón tenha sido suspensa, a lei de educação religiosa pré-Perón não foi restabelecida.

### Anos 60, 70 e 80

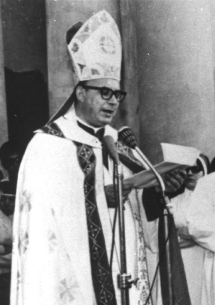
Bispo argentino Enrique Angelelli (1923—1976), assassinado durante a última Ditadura Argentina.

Desde meados da década de 60, as relações Igreja-Estado têm sido caracterizadas por conflitos com organizações guerrilheiras de esquerda, conflitos sobre abusos dos direitos humanos e injustiças econômicas endêmicas. Durante esse período a teologia da libertação atingiu um grande pico, que culminou na ascensão dos grupos armados de esquerda, aos quais aderiram alguns padres e numerosos leigos católicos. Houve também aumento da violência política durante o chamado Terceiro Peronismo. Às vésperas do Concílio Vaticano II, que durou entre 1962 e 1965, o catolicismo mantinha a fidelidade espiritual da grande maioria dos argentinos, apesar de um século de ataques do liberalismo e do secularismo, sem contar o terrível confronto com a ditadura populista de Perón. A hierarquia católica projetava uma imagem conservadora, severamente autoritária e reacionária ao presidir o que era visto como uma instituição fechada, intolerante e elitista, ansiosa por manter sua forte presença política no país. Tradições e rituais religiosos sobreviveram como elementos principais na vida pública e privada argentina, enquanto as instituições educacionais e de caridade católicas contribuíram com uma parte simplesmente indispensável dos serviços acadêmicos e assistenciais da nação. Um espírito renovado resultou do Vaticano II que gradualmente encontrou seu florescimento nas celebrações dos 500 anos do descobrimento da América, em 1992 e no lançamento de um novo programa de evangelização das Américas inspirado pelo Papa São João Paulo II.
Na Argentina, a década de 1960 foi caracterizada por conflitos e turbulências. Velhas formas de vida da Igreja estavam morrendo. O movimento da Ação Católica Argentina (ACA), inspirado pelo ensinamento social papal, inspirou grandes mudanças sociais durante as décadas de 1930 e 1940, mas na década de 1960 estava em rápido declínio, pois perdeu sua antiga energia e propósito juvenis. A antiga liderança leiga via seu fim. Ao mesmo tempo, a escassez crônica de padres e religiosos tornou-se mais aguda, atingindo proporções críticas. Em 1962, o governo de Arturo Frondizi, que estava em harmonia com a Igreja, caiu em um golpe militar destinado a deter o ressurgimento desenfreado do peronismo. José María Guido tomou o poder, permanecendo na cadeira presidencial até o ano seguinte, quando Arturo Illia, com apenas 25% dos votos, tornou-se presidente e forneceu uma liderança honesta, mas fraca, em um país dilacerado por divisões aparentemente irreconciliáveis. Os líderes trabalhistas peronistas se recusaram a comprometer-se ou colaborar com Illia, enquanto os militares vigiavam seu governo de forma ameaçadora. Um grande desenvolvimento para a Igreja ocorreu em 1962 com a promoção do ensino privado católico por Tomás Walsh. Juntamente com os membros religiosos e leigos do Conselho Superior de Educação Católica, Walsh liderou uma bem-sucedida cruzada pela igualdade de direitos e privilégios com a educação estatal em toda a Argentina. Nesse mesmo ano, mais de 4.000 pessoas participaram da Primeira Conferência Catequética Nacional em Buenos Aires, que deu um novo começo à instrução religiosa. Novas categorias de pensamento, atitudes e ações eram urgentemente necessárias para que a Igreja permanecesse relevante em um mundo que passava por uma rápida modernização. Ser cristão era agora mais uma questão de escolha pessoal do que resultado de nascimento e identidade nacional. Enquanto a Argentina alternava entre governos civis sem rumo e regimes militares repressivos, sua sociedade estava à beira de uma ruptura com suas fundações católicas. Tornou-se uma sociedade nas garras de conflitos e confrontos políticos traumáticos, de confusão e rebelião no contexto das revoluções lideradas por Fidel Castro e o argentino Ernesto "Che" Guevara em Cuba e se espalhando rapidamente para outros países, como Brasil, Chile e o restante da América do Sul.
Em 1966, os militares atacaram mais uma vez na tentativa de conter e expurgar o persistente e crescente movimento peronista, nomeando presidente o general Juan Carlos Onganía. Admirador do ditador espanhol Francisco Franco, Onganía estabeleceu um regime conservador, pró-católico e anticomunista que inicialmente gozou de uma ampla base de apoio popular. Os negócios, a indústria e até mesmo os trabalhadores recorreram aos militares para pôr fim ao caos econômico, ao crime e à corrupção que agora permeavam a sociedade e a política. Durante um período de quatro anos, o governo de Onganía avançou com o desenvolvimento econômico e industrial, mas não conseguiu lidar com a guerrilha emergente e os movimentos terroristas urbanos.
Na década de 70, com o governo de María Estela Martínez de Perón, alguns religiosos e leigos foram assassinados pela Triple A. Um dos casos mais conhecidos é o assassinato do padre Carlos Mugica, que foi metralhado em 11 de maio de 1974.
Em 1976, com a ditadura militar no controle do país, a Igreja Católica Argentina começou a denunciar os abusos e a falta de direitos humanos no país. As primeiras vítimas do clero apareceram na província de La Rioja, em 18 de julho de 1976, quando o pároco francês Gabriel Longueville e o padre Carlos de Dios Murias foram sequestrados e fuzilados na paróquia de El Salvador, em El Chamical. A Igreja Católica reconheceu o martírio destes religiosos em 2018, junto ao chamado Processo de Reorganização Nacional. A próxima vítima foi o bispo de La Rioja, Monsenhor Enrique Angelelli, cuja morte ocorreu em 4 de agosto de 1976, em um confuso acidente automobilístico, enquanto viajava para Buenos Aires com a denúncia do sequestro e assassinato dos dois padres.

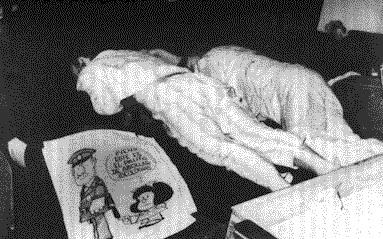
Foto forense dos corpos dos sacerdotes palotinos quando encontrados, e uma caricatura de Mafalda deixada pelos criminosos. Este evento foi chamado de Massacre de São Patrício.

Outras vítimas de 1976 foram os religiosos do Massacre de São Patrício. Em 2001, foi aberto o processo de canonização dos cinco religiosos mártires da ditadura militar. Segundo o Movimento Ecumênico pelos Direitos Humanos, pelo menos dezoito padres foram assassinados ou dados como desaparecidos, outros dez padres foram presos na ditadura; trinta foram sequestrados e transferidos para centros de detenção clandestinos e posteriormente liberados; onze seminaristas foram assassinados ou dados como desaparecidos e acredita-se que mais de cinquenta leigos católicos sejam vítimas da repressão ilegal.

### Retorno à democracia
A derrota nas Malvinas derrubou o regime de Leopoldo Galtieri. Em outubro de 1982, a Conferência Episcopal Argentina publicou diretrizes exortando os leigos a se envolverem ativamente na política, a formar suas opiniões políticas com base no estudo sério das questões e a votar com sua consciência iluminada pelo ensinamento moral da Igreja. Em 1987 o Papa João Paulo II retorna à Argentina, desta vez para uma visita de seis dias durante a qual seu tema central foi novamente o perdão e a reconciliação nacional. O papa também falou energicamente contra o divórcio, o aborto e o crescente abuso de drogas no país, e expressou seu apoio à justiça social, salários justos e direitos dos trabalhadores. A presença do Santo Padre e o fervor emocional das multidões reforçaram um sentimento de solidariedade nacional com a Igreja e estimularam a promoção e consolidação da democracia. Graves problemas econômicos levaram à vitória eleitoral de maio de 1989 do candidato peronista Carlos Menem. A hierarquia da Igreja trabalhou pela harmonia e paz com o novo governo.
Em 10 de dezembro de 1983 Raúl Alfonsín assume como presidente da Argentina, sendo este um governo constitucional. Uma das medidas tomadas em 1987 foi apresentar no Congresso Nacional a Lei do divórcio, fazendo com que a Igreja Católica na Argentina se opusesse a ela após um tenso debate, o que acabou por ser um dos maiores desentendimentos entre o governo de Raúl Alfonsín e a Igreja Católica argentina. Também foi discutida na década de 80 a situação dos filhos nascidos fora do casamento, e outras questões que geraram fortes debates nas esferas popular e eclesiástica. Em 8 de julho de 1989, Carlos Saúl Menem assumiu o poder na Argentina. Embora fosse muçulmano, abraçou a religião católica antes de chegar à cátedra de Rivadavia. Em 1994, o então Presidente Menem liderou após o reforma da Constituição argentina, entre as modificações, o congresso decide anular a exigência da fé do batismo católico para se chegar à presidência no país, e diminuição do rigor da lei do aborto. A separação entre Igreja e Estado estava agora aumentando de fato, enquanto anteriormente só havia aumentado em teoria. O catolicismo, no entanto, continuou a ser a religião do Estado, sustentada por uma variedade de subsídios governamentais.
Em 1996, médicos católicos de todo o país juntaram-se a um esforço do governo para combater a crescente incidência de AIDS na Argentina. Entre as causas realizadas em comum entre o Presidente Menem e a Igreja Católica, destaca-se o Dia Internacional do Nascituro, que o próprio Menem promoveu em prol da defesa da vida do nascituro. Menem foi reconhecido pelo Papa São João Paulo II por sua dedicação a esta causa. Aplaudido pelo Vaticano, o pronunciamento de Menem chamou a atenção mundial e foi imitado por líderes de outras nações predominantemente católicas. Anos depois, no entanto, vários bispos argentinos proeminentes condenariam as políticas econômicas de Menem, por terem resultado em um aumento notável da pobreza. Ainda em 1996, a Argentina era a campeã latino-americana de fertilizações in vitro, e a Igreja usa sua influência mais uma vez a favor da vida, ao convencer os governantes que, ao contrário do que vinha sendo feito em outros países, como o Reino Unido, os embriões congelados em território argentino não seriam descartados.

## Atualmente
Em 2000, mais um choque entre a Igreja e as autoridades públicas; desta vez a prefeitura de Buenos Aires, após a aprovação de uma nova lei que permitia a distribuição de drogas abortivas e dispositivos de controle de natalidade para todas as mulheres. Em 2000, o sentimento católico e a identidade cultural permaneceram fortes, apesar do fato de que muitos católicos não frequentavam mais a igreja regularmente. Os bispos argentinos focaram seus discursos diversas vezes à secularização da sociedade e da frieza espiritual do povo. Ainda em 2000 havia no país 2.596 paróquias do país, 3.532 sacerdotes seculares e 2.345 religiosos, 848 irmãos e 10.773 irmãs atestaram o fato de que a maioria dos argentinos continuou a recorrer aos ritos católicos de batismo, primeira comunhão, crisma, casamento e sepultamento cristão para dar significado para os grandes momentos de suas vidas. Em uma pesquisa realizada em 1996, 94% de todos os argentinos professavam uma crença em Deus, enquanto 78% dedicavam regularmente tempo a alguma forma de contemplação espiritual. Esse número viria a cair para 80% em 2019, ao mesmo tempo que o número dos "sem religião" aumentou.
No início do século XXI, apesar da preocupação dos bispos argentinos de que a nação estivesse passando por uma crise moral de valores, tais respostas mostraram que a Igreja continuou sendo um fator potente na criação de um sentimento de coesão, identidade e unidade nacional na uma terra aparentemente destinada a intermináveis conflitos políticos e convulsões econômicas. As escolas públicas mais uma vez tornaram o ensino religioso disponível para todos os alunos e, em 2000, a Igreja operava sete universidades católicas na Argentina. Em 2016, o Papa Francisco abriu os arquivos do Vaticano com os documentos da época da ditadura, embora apenas as vítimas, aquelas que foram detidas, tiveram acesso aos arquivos, seus parentes e superiores religiosos das vítimas que eram de congregações religiosas ou padres. Segundo fontes, o Papa Francisco salvou a vida de cerca de 25 pessoas na última ditadura militar da Argentina. Aldo Duzdevich, político e guerrilheiro, que era membro dos Montoneros, assim relatou o tratamento do Papa Francisco a Jorge Rafael Videla para libertar os detidos na Escola de Mecânica da Armada. De acordo com Adolfo Pérez Esquivel, Prêmio Nobel da Paz, foram muitos os bispos que pediram a libertação de seus sacerdotes.

### Relações com o Estado e com o Governo argentinos
A Constituição do país privilegia a religião católica afirmando que o Estado a "apoia", porém, isso não confere ao catolicismo ser a religião estatal. Também  estabelece que "os membros do clero não podem ser deputados no Congresso" e que cabe ao Congresso "aprovar ou rejeitar as propostas de concordatas com a Santa Sé". A concordata aprovada em 1996 entre a Argentina e a Santa Sé, estabelece a atividade católica no país, além de uma outra concordata sobre a jurisdição militar e pastoral religiosa para as forças armadas. O Código Civil e Comercial afirma que a Igreja Católica é uma entidade legal pública, e que é governada pelas suas próprias estruturas legais. É também a única igreja isenta de registro no Registro Nacional de Crenças. O Código Penal estipula uma pena mais grave em relação ao abuso sexual, caso o agressor seja um membro do clero.
Em outubro de 2018, o governo argentino e a Igreja Católica chegaram a um acordo, no qual o governo deixaria de apoiar financeiramente o culto católico.
Os feriados públicos do país são a Sexta-feira Santa, o dia da Imaculada Conceição e o Natal.

#### Relações entre a Igreja e os governos de Néstor e Cristina Kirchner

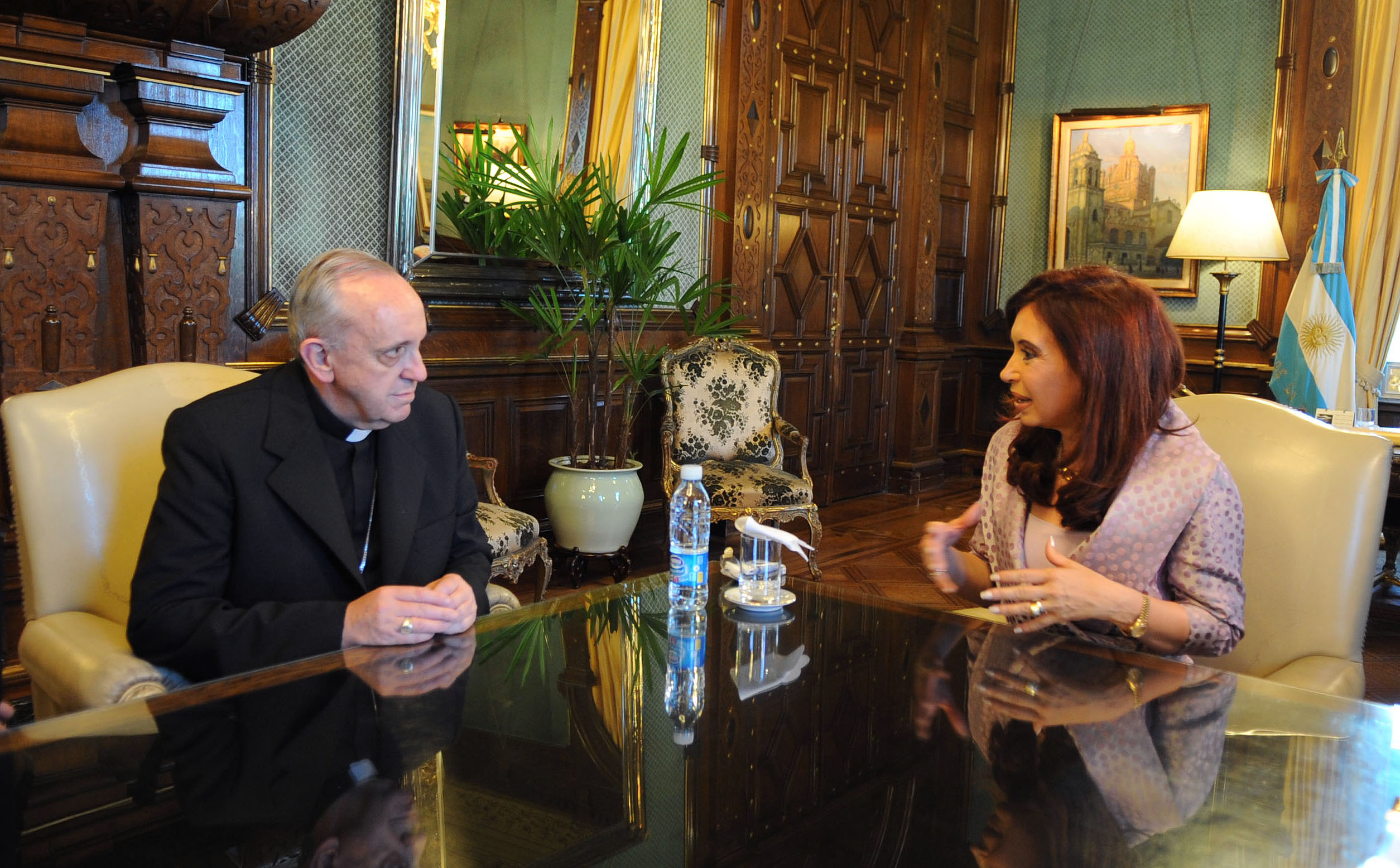
Jorge Mario Bergoglio quando ainda era arcebispo de Buenos Aires junto à presidente Cristina Fernández de Kirchner.

O presidente Néstor Carlos Kirchner chegou ao poder em 25 de maio de 2003, quando a Argentina estava em uma situação de extrema pobreza e com inflação. A situação do país e as mudanças necessárias fizeram com que as lideranças católicas inicialmente apoiassem Néstor Kirchner. No entanto, um ano depois, a relação entre o presidente Kirchner e a Igreja Católica se romperia. Em 2004, em uma homilia presidida pelo Primaz de Buenos Aires, Jorge Mario Bergoglio, criticaram-se "o exibicionismo e as propagandas estridentes" do governo Kirchner, o que causou aborrecimento dentro do governo argentino.
Em 2005, Néstor Kirchner decidiu não comparecer ao Te Deum na Catedral de Buenos Aires, sendo o primeiro presidente da Argentina desde 1810 a romper com a tradição. Isso porque a Igreja Católica criticou "o crescimento escandaloso da desigualdade". Néstor Kirchner foi sucedido em 2007 por sua esposa, Cristina Fernández de Kirchner, que se define como católica. Uma das primeiras reuniões que a então presidente teve é com lideranças da Igreja Católica.

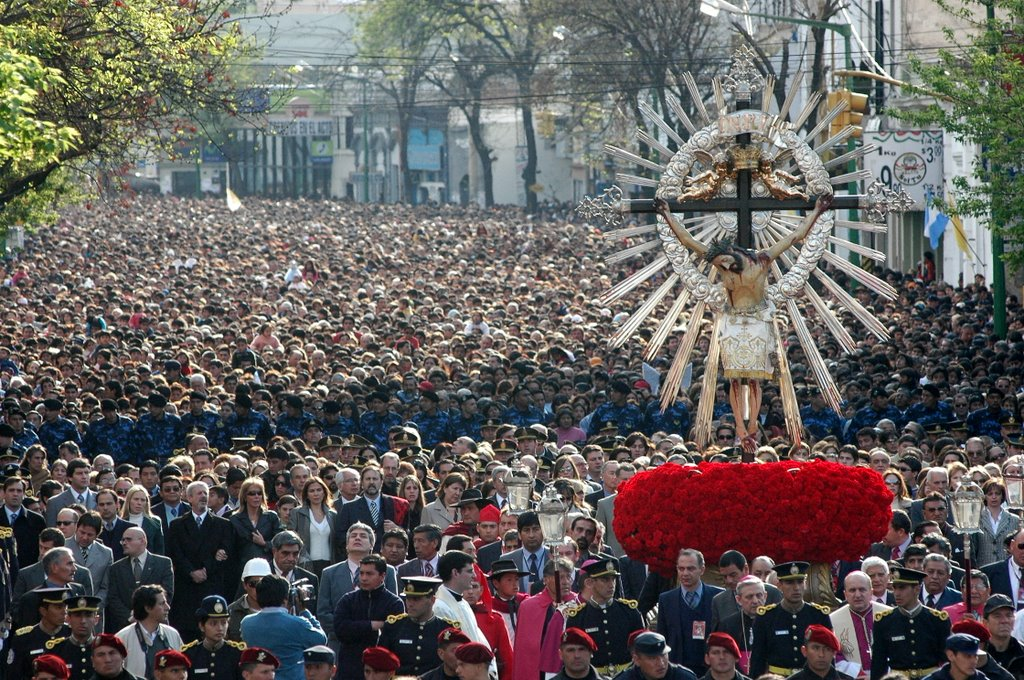
Multidão em uma procissão católica no noroeste argentino em janeiro de 2004.

Em maio de 2008, o governo nacional entra em conflito com as entidades agrícolas querendo aumentar os impostos de exportação. Este conflito leva a Igreja Católica a pedir ao governo "um gesto de grandeza" e apela à unidade nacional.
Apesar desses pontos divergentes, a presidente expressou sua oposição à legalização do aborto várias vezes durante seus dois mandatos. Logo após assumir seu segundo mandato, a presidente reafirmou essa posição em uma reunião de mais de 45 minutos que manteve com a liderança do episcopado. e barrou o debate na Câmara dos Deputados quando membros de seu partido propuseram levá-lo adiante, e esvaziando a comissão sobre o assunto..
Da mesma forma, ao enviar ao Congresso o projeto de Código Civil e Comercial aprovado em 2015, Cristina Kirchner acatou várias demandas da Igreja, entre as quais: a consideração do início da vida desde a concepção, filiação post-mortem e a proibição da maternidade por barriga de aluguel.
Em 12 de março de 2013, durante o conclave, que foi motivado pela Renúncia do papa Bento XVI, o então Arcebispo de Buenos Aires, Cardeal Jorge Mario Bergoglio, é eleito a Papa, autoridade máxima da Igreja Católica e do Vaticano. Isso levou a uma melhoria nas relações entre a Igreja Católica e o governo nacional. A presidente se reuniu repetidamente com o papa, em Roma e em outros países, e sua relação como líderes foi muito fluida.

#### Relações entre a Igreja e Mauricio Macri

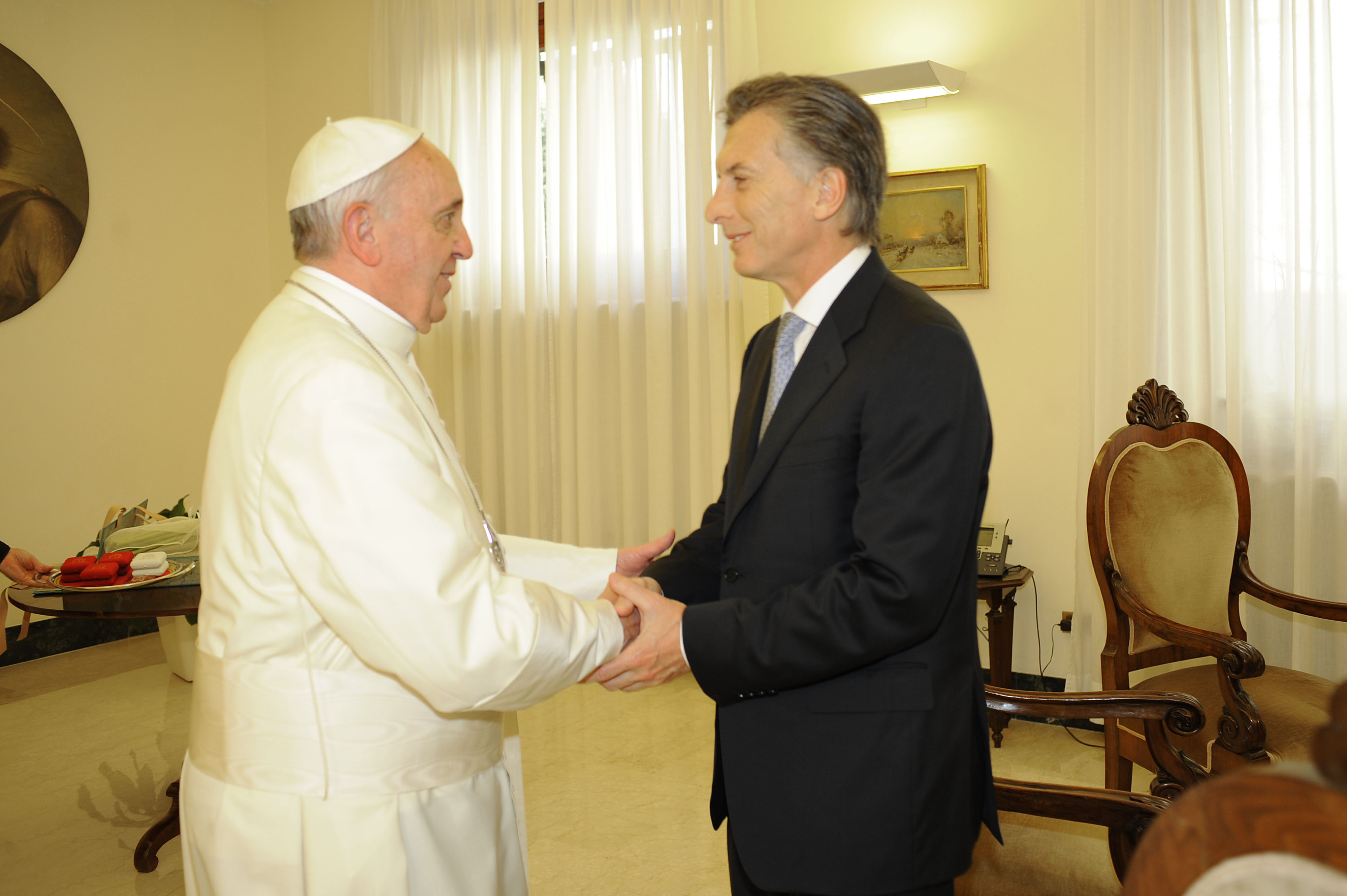
Mauricio Macri junto do ex-Primaz da Igreja Católica na Argentina, atual Papa Francisco, em 19 de setembro de 2013.

Mauricio Macri foi eleito presidente da Argentina em 22 de novembro de 2015, e sua política social e econômica foi totalmente contrária aos governos de Néstor e Cristina Kirchner. As relações entre o governo Macri e as mais altas autoridades da Igreja Católica foram árduas desde o início, principalmente devido às reclamações dos bispos sobre a situação social do país.
Em 2018, o presidente Macri decidiu enviar a lei do aborto ao Congresso, que apesar de não ser aprovada naquele ano, acabou enfraquecendo ainda mais a já debilitada relação que existia entre o governo e a Igreja Católica. No final de 2018, os bispos decidem não pedir a tradicional audiência de fim de ano com o presidente.

#### Relações entre a Igreja e Alberto Fernández

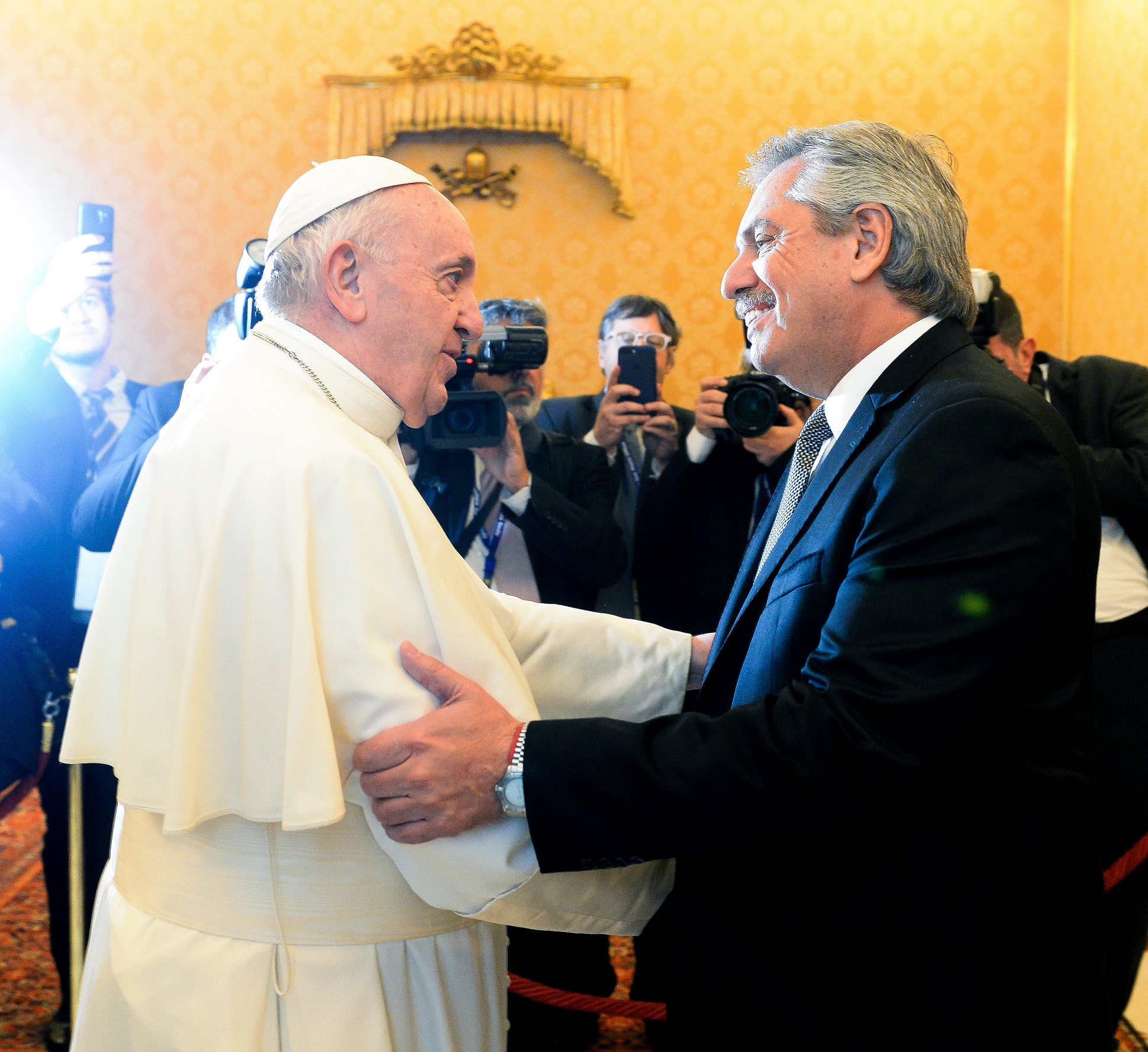
O presidente Alberto Fernández cumprimenta o Papa Francisco antes do início da reunião no Palácio Apostólico.

Alberto Fernández assume a presidência argentina em 10 de dezembro de 2019, quando o país estava em uma situação crítica, tanto social quanto economicamente, isso faz com que o governo Fernández trabalhe com todas as religiões do país, incluindo a Católica, na entrega de alimentos a pessoas em situação de vulnerabilidade. Também é criado o Plano de Combate à Fome, que inclui grande parte das lideranças católicas e movimentos sociais, como referências no país.
No final de 2019, o governo decide enviar a lei do aborto ao Congresso, o que rompe as relações entre o governo de Alberto Fernández e a Igreja Católica. A lei é discutida em dezembro de 2020, fazendo com que a Conferência Episcopal Argentina se una a grupos protestantes para tentar evitar o avanço da prática. O projeto aprovava a prática do aborto até 14 semanas após a gravidez, sem causa, e mais tarde se a gravidez representar um risco para a saúde da grávida. A objeção de consciência pode ser considerada, mas coloca a responsabilidade no objetor de encontrar outra pessoa para realizar o aborto sem atrasar o processo.
Em 30 de dezembro de 2020, a Conferência Episcopal Argentina, juntamente com grupos evangélicos e muçulmanos, rejeitou a lei do aborto e, em um comunicado à imprensa, expressou que a lei visa apenas criar divisões entre os argentinos.
Apesar de as relações entre o governo argentino e a Conferência Episcopal da Argentina não terem sido boas devido à saída da lei do aborto, o Papa Francisco acaba se encontrando com o presidente Fernández em 13 de maio de 2021, a pedido do governo argentino, que buscava ajuda nas negociações com o Fundo Monetário Internacional.

#### Relações entre a Igreja e Javier Milei
Em 5 de fevereiro de 2024, deputados da aliança governista de Javier Milei, A Liberdade Avança, enviaram um projeto de lei à Câmara dos Deputados para tentar proibir o aborto no país, liberado desde 2020. Se aprovada, a lei penalizará a mulher que tentar abortar e as pessoas, leigos ou profissionais de saúde, que tentarem ajudá-la a realizar o procedimento, e aumentando a pena se a mulher vir a falecer. No caso dos profissionais de saúde, eles também ficariam impedidos de atuar por certo período de tempo. No dia 11 de fevereiro de 2024, na Basílica de São Pedro, o Papa Francisco canonizou a primeira santa argentina, Maria Antônia de Paz y Figueroa, também conhecida por "Mama Antula", uma leiga consagrada que renunciou às riquezas de sua família para servir obras de caridade e realizar exercícios espirituais dos jesuítas no século XVIII. Milei participou da missa de canonização no Vaticano, com assento reservado na primeira fileira. O Pontífice também teve uma audiência particular com o presidente argentino. Milei abraçou e beijou Francisco, além de presenteá-lo com alfajores e doces, e chamá-lo de "o argentino mais importante da história". Segundo a sala de imprensa do Vaticano, a conversa entre os dois teria durado uma hora, e abriu a possibilidade de uma visita do Papa à Argentina, que mais de dez anos desde a eleição do papa, ainda não ocorreu. Francisco afirma que não realizou nenhuma visita à sua terra natal nesse tempo para não ser "explorado" pelos políticos. A 'simpatia' do presidente foi vista com desconfiança pela mídia, já que durante a campanha presidencial, Milei ofendeu o Papa, xingando-o de "imbecil", "filho da puta", "representante do maligno na Terra" e "personagem inapresentável e nefasto". Na ocasião, padres repudiaram as palavras de Milei contra o Pontífice e celebraram missas em defesa de Francisco. Mesmo tendo sido ofendido, o Papa telefonou a Milei após o anúncio de sua vitória nas eleições de 2023, para parabenizá-lo, e ainda prometeu enviar-lhe um rosário de presente.

### Estatísticas religiosas
| Distribuição religiosa na Argentina | 1910 | 1950 | 1947  | 1960  | 1970 | 2008  | 2014 | 2019  |
| Católicos                           | 97%  | 95%  | 93,6% | 90,1% | 91%  | 76,5% | 71%  | 62,9% |
| Evangélicos                         | —    | —    | —     | —     | —    | 9,0%  | 15%  | 15,3% |
| Sem religião                        | —    | —    | —     | —     | —    | 11,3% | 11%  | 18,9% |
| Outros                              | 3%   | 5%   | 6,4%  | 9,9%  | 9%   | 3,2%  | 3%   | 2,9%  |

Diversos estudos têm mostrado que a observância religiosa na Argentina vem caindo entre a população em geral, mas de forma mais intensa entre os católicos. As análises consideradas foram a segunda Pesquisa Nacional sobre Crenças e Atitudes Religiosas na Argentina, datada de 2019, e a pesquisa do Pew Research Center, de 2014. Na primeira pesquisa citada, o perfil religioso do país era de 62,9% de católicos, 18,9% de pessoas sem religião, e 15,3% de protestantes. O restante se refere a crentes de outras religiões. Enquanto isso, na pesquisa de 2014, os católicos representavam 71% da população, os protestantes eram 15%, outras religiões 3% e os sem religião eram 11%. As mulheres argentinas têm tendência a ser mais religiosas que os homens. Os dados também revelam que os mais velhos são mais adeptos ao catolicismo, enquanto que os mais jovens tendem a ser mais irreligiosos ou praticantes de outras religiões. Quanto ao nível de escolaridade, os católicos tendem a ser mais uniformes entre todos os níveis, enquanto que os menos escolarizados são mais adeptos ao protestantismo. No que diz respeito às regiões geográficas do país, a porcentagem de católicos é menor no sul e na região de Buenos Aires, enquanto que o centro e o norte têm porcentagem maior.
Quanto à observância religiosa, os protestantes tendem a ser mais assíduos do que os católicos: 53,1% dos protestantes vão aos cultos uma ou mais vezes por semana, enquanto que a porcentagem de católicos que faz isso é de 12,9%. Quanto aos hábitos religiosos, 88,1% dos católicos rezam todos os dias, enquanto que a porcentagem de protestantes que fazem isso é de 95,1%. Quanto à leitura da Bíblia ou de outra literatura religiosa, 40% dos católicos o fazem regularmente, enquanto que isso é feito por 79% dos protestantes. O quadro se inverte quando o assunto é participar de peregrinações, festas  ou retiros religiosos: 33,3% dos católicos, contra 28,8% dos protestantes; e rezar por entes queridos já falecidos também é uma prática mais comum dos católicos: 51,2%, enquanto que apenas 22,6% dos protestantes fazem isso.
Os dados também mostram que os católicos são mais abertos às uniões homoafetivas, às permissões ao aborto em casos especiais, como estupro ou má formação fetal. Dentre o nível de confiança em todas as instituições argentinas, a Igreja Católica ficou em segundo lugar, atrás apenas das universidades, e o Papa Francisco ficou em quarto lugar, atrás apenas das forças armadas. Na Argentina, 98% dos católicos avaliam positivamente seu Pontífice conterrâneo.
Com a queda gradual no número de católicos, 55% dos protestantes argentinos foram criados como católicos, aderindo a outra fé posteriormente. Traduzido em números absolutos, 86% dos argentinos foram criados como católicos, e 71% deles assim permaneciam em 2014. Os protestantes do país têm mais propensão a compartilhar sua fé e suas crenças com outras pessoas; ao menos 18% deles falam de sua fé ao menos uma vez por semana, contra apenas 5% dos católicos. Os mesmos dados afirmam que no quesito "diz que a religião é um aspecto muito importante de suas vidas, rezam diariamente e vão aos serviços religiosos semanalmente", apenas 9% dos católicos argentinos têm essas atitudes contra 41% dos protestantes. O mesmo ocorre em países vizinhos nessa questão, como o Brasil, onde 23% dos católicos têm essa atitude e 60% dos protestantes.

### Crescimento da intolerância
Em agosto de 2018, a Coligação Argentina para um Estado Secular apelou aos batizados das diversas denominações cristãs que renunciassem à sua fé e se desfiliassem da sua religião. O acontecido se deveu à rejeição pelo Senado do projeto de lei de descriminalização do aborto. Um mês depois, um seminário realizado na cidade de Salta para discutir um projeto de lei de liberdade religiosa foi alvo de oposição por parte de feministas. Também no mesmo mês, estudantes de Mendoza realizaram uma reunião que visava a remoção de símbolos religiosos da universidade, em apoio à separação entre a Igreja e o Estado. Na ocasião, uma imagem da Virgem Maria foi destruída. Já em outubro do mesmo ano, o governo da Província de Mendoza proibiu toda e qualquer atividade e/ou celebração religiosa em estabelecimentos públicos de ensino. Em novembro, a Câmara Municipal de Rosário aprovou um pedido de remoção de imagens religiosas de escolas e hospitais.
Em abril de 2019, um tribunal se pronunciou sobre uma polêmica de uma exposição de uma imagem da chamada "virgem abortista" num centro cultural público. O tribunal ordenou que a imagem fosse colocada numa sala com as portas fechadas com um aviso de que a imagem poderia ferir os sentimentos religiosos, mas depois acabou por ordenar que a imagem fosse retirada da exposição. No mês de outubro desse ano, manifestantes ligados ao 34.º Encontro Nacional de Mulheres, em protesto contra a posição da Igreja Católica sobre o aborto, tentaram incendiar a catedral de La Plata, e atiraram pedras na polícia e em fiéis, os quais tentavam impedir a vandalização do templo. Em dezembro de 2019, entrou em vigor um protocolo que permite o aborto em casos de violação ou risco para a vida da mulher. O protocolo aprovava a objeção de consciência e, no caso de não encontrar outro profissional para realizar o aborto, será obrigado a fazê-lo. O Ministro da Saúde afirmou que "respeitamos a objeção de consciência, mas esta não pode ser um álibi institucional para não cumprir a lei".
A pandemia da COVID-19 levou o governo a impor isolamento social preventivo e obrigatório em março de 2020, proibindo os eventos religiosos. A Igreja Católica suspendeu as Missas, a Via Sacra na Sexta-feira Santa e a tradicional peregrinação ao Santuário de Luján. Entretanto, os membros do clero podiam viajar para prestar assistência espiritual. Em maio de 2020, foram autorizadas as atividades religiosas em locais de culto para indivíduos, mas não cerimônias que envolvessem a reunião de várias pessoas. A Argentina assistiu à uma polêmica no dia 1º de maio de 2021, quando dois policiais tentaram encerrar a realização de uma Missa de primeira comunhão celebrada ao ar livre da paróquia Corpus Christi, no município de Temperley, região metropolitana de Buenos Aires, porém, o padre explicou aos policiais que a legislação permitia reuniões religiosas ao ar livre com até 30% da capacidade do local, medida esta que estava sendo observada.
Em novembro de 2020, a catedral de Nossa Senhora do Rosário, em Moreno, foi vandalizada com tinta verde, identificada com o movimento pró-aborto, um dia antes de uma grande manifestação de grupos pró-vida. Outros ataques foram registrados em várias igrejas de diferentes regiões do país durante todo o ano de 2021. Exemplos disso são a invasão da Catedral de Lomas de Zamora, que viu o roubo de coroas das imagens de Nossa Senhora da Paz e do Menino Jesus, destruição de um crucifixo e profanação do sacrário com o Santíssimo Sacramento, no dia 2 de março; no dia 7 de maio houve o roubo de objetos e profanação do Santíssimo Sacramento na paróquia Nossa Senhora de Fátima, em Frontera, Província de Santa Fe; a mesma igreja voltou a ser alvo de ladrões, que voltaram a roubar e profanar a Eucaristia no dia 13 de junho; já no dia 27 de agosto a Catedral Metropolitana de Buenos Aires foi pichada com diversas frases anticristãs e antibíblicas por uma multidão de vândalos que participavam de um protesto. Entre as pichações, havia frases como: "A única igreja que ilumina é a que arde", "fogo às igrejas", "padres violinos" (em alusão a "violador"), "quando se lê pouco se dispara muito" e "eu fumo a Bíblia, não a leio"; e no dia 24 de setembro foi a vez da catedral da Igreja Católica Maronita, a catedral de São Marun, onde foram roubados de objetos de valor econômico e religioso, e foi profanada a Eucaristia, que foi atirada ao chão.

## Organização territorial

Mapa das arquidioceses e dioceses de rito romano da Argentina, com destaque para a Arquidiocese de Buenos Aires.

No dia 1º de julho de 1547, o Papa Paulo III criou a Diocese do Rio da Prata, que abrangia o Vice-Reino do Rio da Prata. A sé estava localizada em Assunção, e o primeiro bispo a realmente ocupar no cargo foi Dom Pedro Fernández de la Torre, que era franciscano. Com a criação da Diocese de Tucumán (por vezes chamada de Córdoba de Tucumán) em 1570, incluindo as regiões central e noroeste do país, e a nomeação de Dom Francisco de Victoria como bispo, iniciou-se a ação episcopal efetiva. Francisco de Victoria teve dificuldades por suas atitudes pró-portuguesas (já que era natural de Portugal), e a ele se deve a organização eclesiástica do território argentino da época. Tanto ele quanto seu sucessor, Fernando de Trejo y Sanabria, fizeram utilizaram-se muito das ordens religiosas, especialmente os jesuítas, trazidos pelo bispo Victoria. Sanabria organizou sua estrutura diocesana em conformidade com as decisões do Concílio de Trento. Para preparar melhor o seu clero, fundou o Seminário de Santa Catarina, que acabou se instalando em Córdoba e se chamava Loreto. Mais tarde fundou o Colegio Convictorio de São Xavier em Córdoba.
Nos 400 anos seguintes houve um aumento constante do número de dioceses na Argentina, reflexo do lento mas constante progresso do catolicismo e evidência do sucesso da conversão dos povos nativos da região.
Nos dias atuais, o catolicismo está presente no país com 72 circunscrições eclesiásticas, sendo 14 arquidioceses e 51 dioceses de rito romano, uma diocese de rito armênio, uma de rito bizantino melquita, uma de rito maronita, uma de rito bizantino ucraniana. Há também um ordinariato militar de rito romano, que também cobre os fiéis das missões científicas argentinas na Antártida, e um ordinariato genérico para os fiéis de rito oriental. Tantos ritos, se deve à diversidade cultural do país, que é o país sul-americano com o maior número de estrangeiros.
Todas estão listadas abaixo:
| - Diocese de Alto Valle del Río Negro - Diocese de Comodoro Rivadavia - Diocese de Río Gallegos - Diocese de San Carlos de Bariloche | - Diocese de Santa Rosa - Diocese de Viedma - Prelazia Territorial de Esquel |

| - Diocese de Avellaneda–Lanús - Diocese de Gregorio de Laferrere - Diocese de Lomas de Zamora - Diocese de Morón - Diocese de Quilmes - Diocese de San Isidro | - Diocese de San Justo - Diocese de San Martín - Diocese de San Miguel - Diocese de San Charbel (Maronita) - Diocese de Santa María del Patrocínio (Bizantino) |

| - Diocese de Cruz del Eje - Diocese de Río Cuarto - Diocese de San Francisco | - Diocese de Villa María - Prelazia Territorial Deán Funes |

| - Diocese de Goya - Diocese de Oberá - Diocese de Posadas | - Diocese de Puerto Iguazú - Diocese de Santo Tomé |

| - Diocese de Catamarca - Diocese de Jujuy - Diocese de Nueva Orán | - Prelazia Territorial de Cafayate - Prelazia Territorial de Humahuaca |

## Conferência Episcopal
A reunião dos bispos do país forma a Conferência Episcopal Argentina e foi criada em 1958.

## Nunciatura Apostólica
A Delegação Apostólica da Argentina foi a primeira relação diplomática entre a Argentina e a Santa Sé, e foi criada em 1849. Já em 1900 foi elevada a Internunciatura Apostólica, enquanto a atual Nunciatura Apostólica da Argentina foi elevada à essa classificação em 1916.

## Visitas Papais
Em sua história, a Argentina foi palco de duas visitas papais, ambas do Papa São João Paulo II. A primeira viagem ocorreu em 1982, nos dias 11 e 12 de junho, e incluiu também o Brasil em seu roteiro. O principal objetivo do Pontífice foi confortar um país arrasado pela derrota na Guerra das Malvinas e com grave crise financeira.
| “ | Muito desejei ter este encontro — independentemente de uma normal visita pastoral à Igreja na Argentina na qual persisto refletindo —; muito o desejei à luz dos difíceis e importantes acontecimentos das últimas semanas. A verdade sobre o Corpo e o Sangue de Cristo — sinal da Nova e Eterna Aliança— seja luz para todos aqueles filhos e filhas, tanto da Argentina como também da Grã-Bretanha, que no decurso das atividades bélicas sofreram a morte, derramando o seu próprio sangue. Nunca esta verdade, vivificadora e unida à certeza da elevação do homem na Cruz de Cristo, deixe de servir de inspiração a todos os vivos, filhos e filhas desta terra, que desejam construir o seu presente e futuro com a melhor boa vontade. Não cessem o Corpo e o Sangue de Cristo de ser o alimento de todos no decurso destes caminhos, que vos conduzam pela pátria terrena a um espírito de amor e de serviço, para a dignidade da nação se basear, sempre e em toda a parte, na dignidade de cada homem como filho da adopção divina. | ” |
|   | — Papa João Paulo II em sua homilia na Missa para o povo argentino, no dia 12 de junho de 1982. |   |

A segunda viagem ocorreu em decorrência da Jornada Mundial da Juventude de 1987, entre 6 e 12 de abril, incluindo também passagens pelo Chile e Uruguai. A Jornada Mundial da Juventude na Argentina ocorreu em 1987, em Buenos Aires, e teve como tema ""Assim conhecemos o amor que Deus tem por nós e confiamos nesse amor" (1Jo 4,15). O número de participantes no evento foi de 1 milhão de pessoas.
| “ | A liturgia de hoje nos recorda que a entrada solene de Jesus Cristo em Jerusalém foi o prelúdio ou introdução aos acontecimentos da Semana Santa. Quem, ao ver Jesus, perguntou: "Quem é este?", só encontrará uma resposta completa se seguir seus passos nos dias decisivos de sua morte e ressurreição. Também vocês, jovens, alcançarão a plena compreensão do sentido da vossa vida, da sua vocação, olhando para Cristo morto e ressuscitado. Acrescente, portanto, à atração natural que Cristo desperta em seus corações – e que aqueles jovens de Jerusalém expressaram com o entusiasmo de seu Hosana – a consideração atenta e calma dos acontecimentos da Semana Santa. Hoje ouvimos a narração que São Mateus faz desses acontecimentos no seu Evangelho. E, embora suas palavras não sejam novas, mais uma vez despertaram em nós um sentimento profundo. Quando a figura do filho do homem submetido a interrogatório e tortura emerge do texto, as palavras do Profeta propostas pela liturgia de hoje, e que remontam a muitos séculos antes da realização dos acontecimentos, adquirem plena realidade e eloquência. | ” |
|   | — Papa São João Paulo II em sua homilia na Missa de encerramento da Jornada Mundial da Juventude de 1987, no dia 12 de abril.. |   |

## Santos
Há vários santos e beatos relacionados à história da Argentina. Poucos deles, no entanto, de fato nasceram no território do país, mas passaram boa parte de sua vida lá. Uma boa parte deles faleceu na Argentina. Segue uma lista de pessoas nascidas em território argentino que foram canonizadas:
- São José Gabriel do Rosário[127][128]
- São Bento de Jesus[129][130]
- Santa María Antonia de Paz y Figueroa[131][132]

### Beatos
A lista de beatos também segue apenas os nascidos na Argentina:
| - Eduardo Francisco Pironio - Pedro Ortiz de Zárate - Mamerto Esquiú Medina - María del Tránsito de Jesús Sacramentado | - Catarina de Maria - Zeferino Namuncurá - Maria Crescência Pérez - Gregorio Martos Muñoz | - Carlos de Dios Murias - Enrique Ángel Angelelli Carletti - Venceslau Pedernera |